# 下邾村
下邾村，中国江苏省宜兴市周铁镇所辖行政村。村内有“下邾街”，属太湖浜的一个街道，下邾街曾为洋溪鎮的鎮政府所在地。此處交通便利，有屺周公路和瀆邊公路經過。